# Mira Sorvino
Mira Katherine Sorvino, född 28 september 1967 på Manhattan i New York (dock uppvuxen i Tenafly i Bergen County, New Jersey), är en amerikansk skådespelare. Hon är dotter till skådespelaren Paul Sorvino. Mira Sorvino Oscarbelönades för sin biroll i På tal om Afrodite vilken hon även vann en Golden Globe Award för. På senare år har Sorvino engagerat sig mot bland annat människohandel i egenskap av rollen som FN:s goodwillambassadör.

## Filmografi i urval
- 1995 – Blue in the Face
- 1995 – På tal om Afrodite
- 1995 – Lycksökerskorna (TV-serie)
- 1996 – Norma Jean & Marilyn (TV-film)
- 1997 – Mimic
- 1997 – Romy & Michele – blondiner har roligare
- 1998 – The Replacement Killers
- 2000 – Den store Gatsby
- 2002 – Wisegirls
- 2009 – Leningrad
- 2010 – The Presence
- 2021 – After We Fell
- 2022 – After Ever Happy
- 2022 – Lamborghini: The Man Behind the Legend
- 2023 – Sound of Freedom
- 2023 – The Goat